# Drievliet
Drievliet est un parc d'attractions situé entre de La Haye et Rijswijk, aux Pays-Bas.

## Histoire

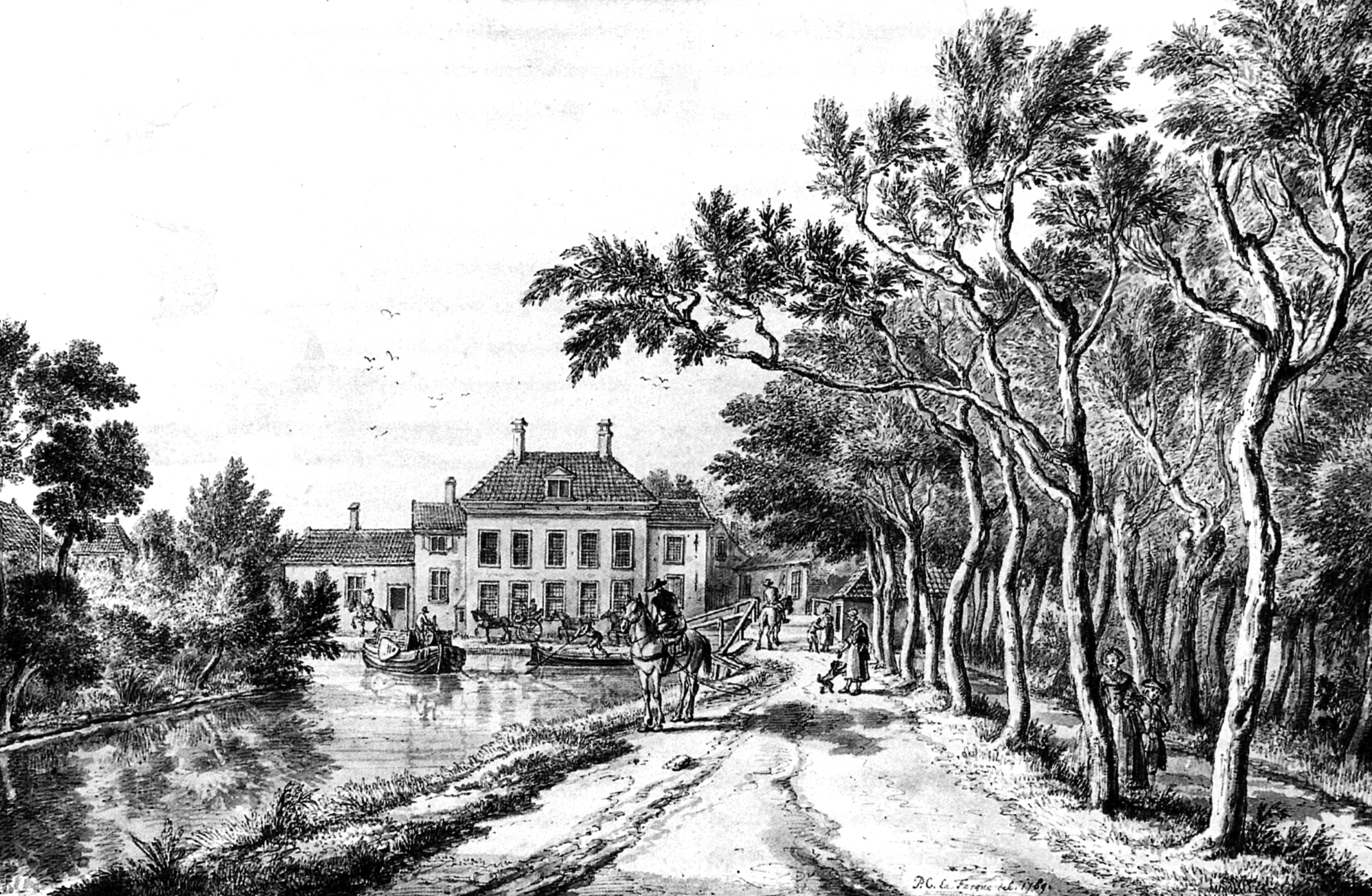
Domaine de Drievliet au XVIIIe siècle.

Les premières traces de Drievliet datent de 1611, sur une carte où l'on constate déjà la présence d'un grand jardin. Cependant la première fois que le lieu fut exploité comme lieu de tourisme fut en 1938, quand un nouveau propriétaire ouvrit un café et un salon de thé. L'année suivante, l'affaire est rachetée et un restaurant est construit. En 1951, une aire de jeu est construite et au fil des années des attractions de plus en plus imposantes sont installées. Aujourd'hui la bâtisse où tout a commencé est devenue monument historique du pays.
Drievliet est racheté en 2024 par l'opérateur français Looping Group.

## Le parc d'attractions

### Montagnes russes

#### En fonction
| Nom de l'attraction | Type                       | Constructeur | Année d'ouverture |
| ------------------- | -------------------------- | ------------ | ----------------- |
| De Kopermijn        | Wild Mouse                 | Maurer Söhne | 1996              |
| Dynamite Express    | Montagnes russes E-Powered | Mack Rides   | 2005              |
| Formule X           | Montagnes russes lancées   | Maurer Rides | 2007              |
| Twistrix            | Spinning coaster           | Maurer Söhne | 2001              |

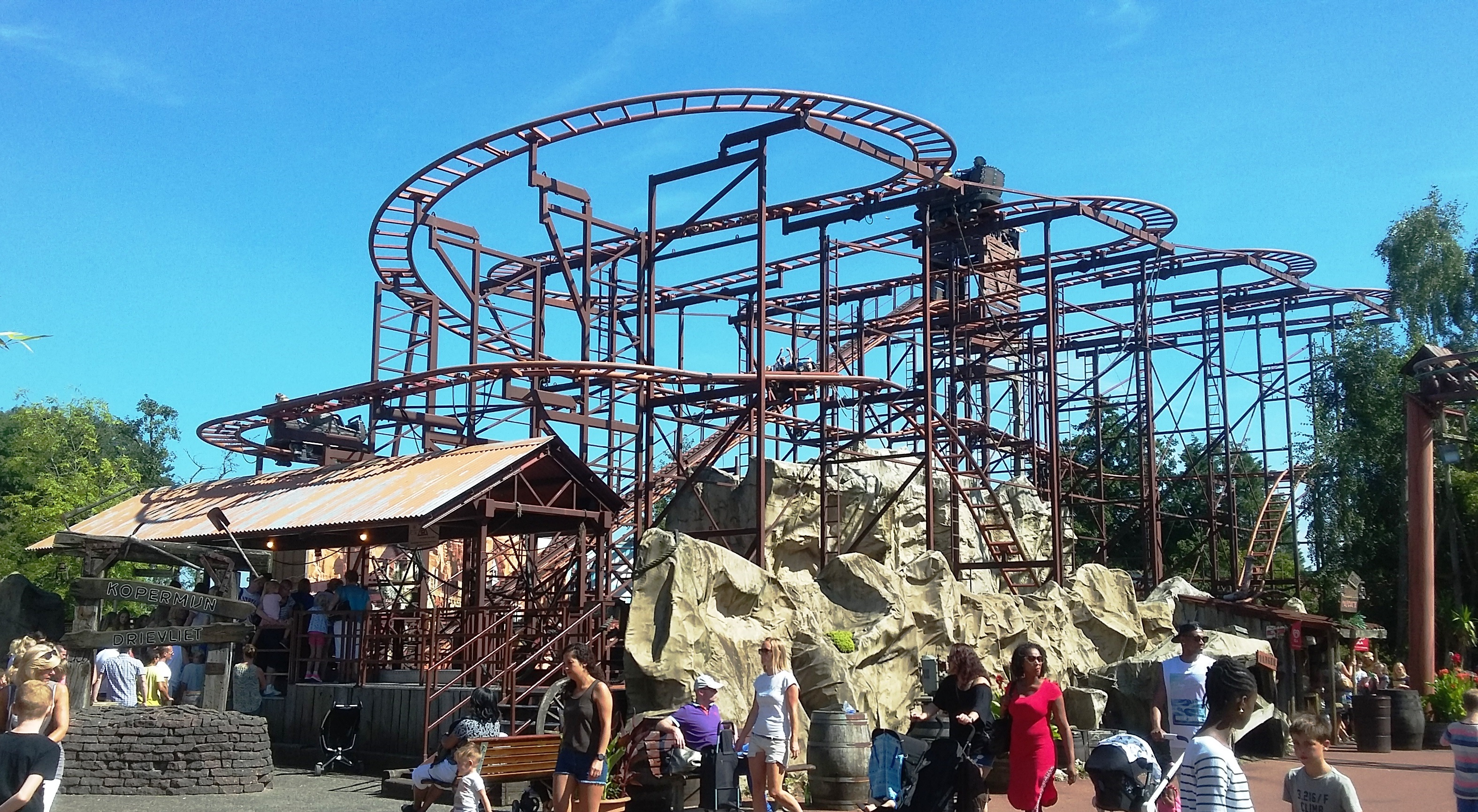
De Kopermijn
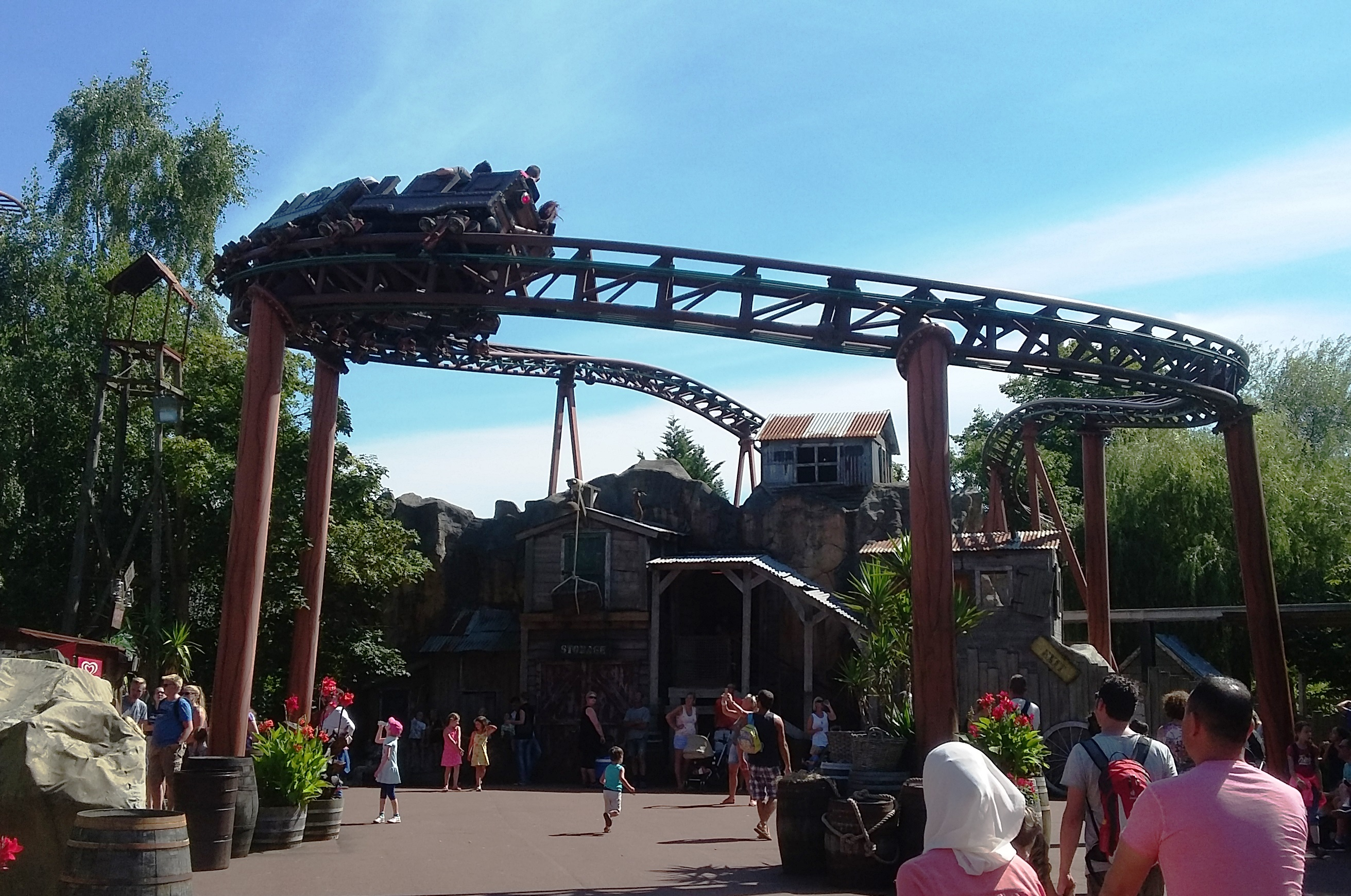
Dynamite Express
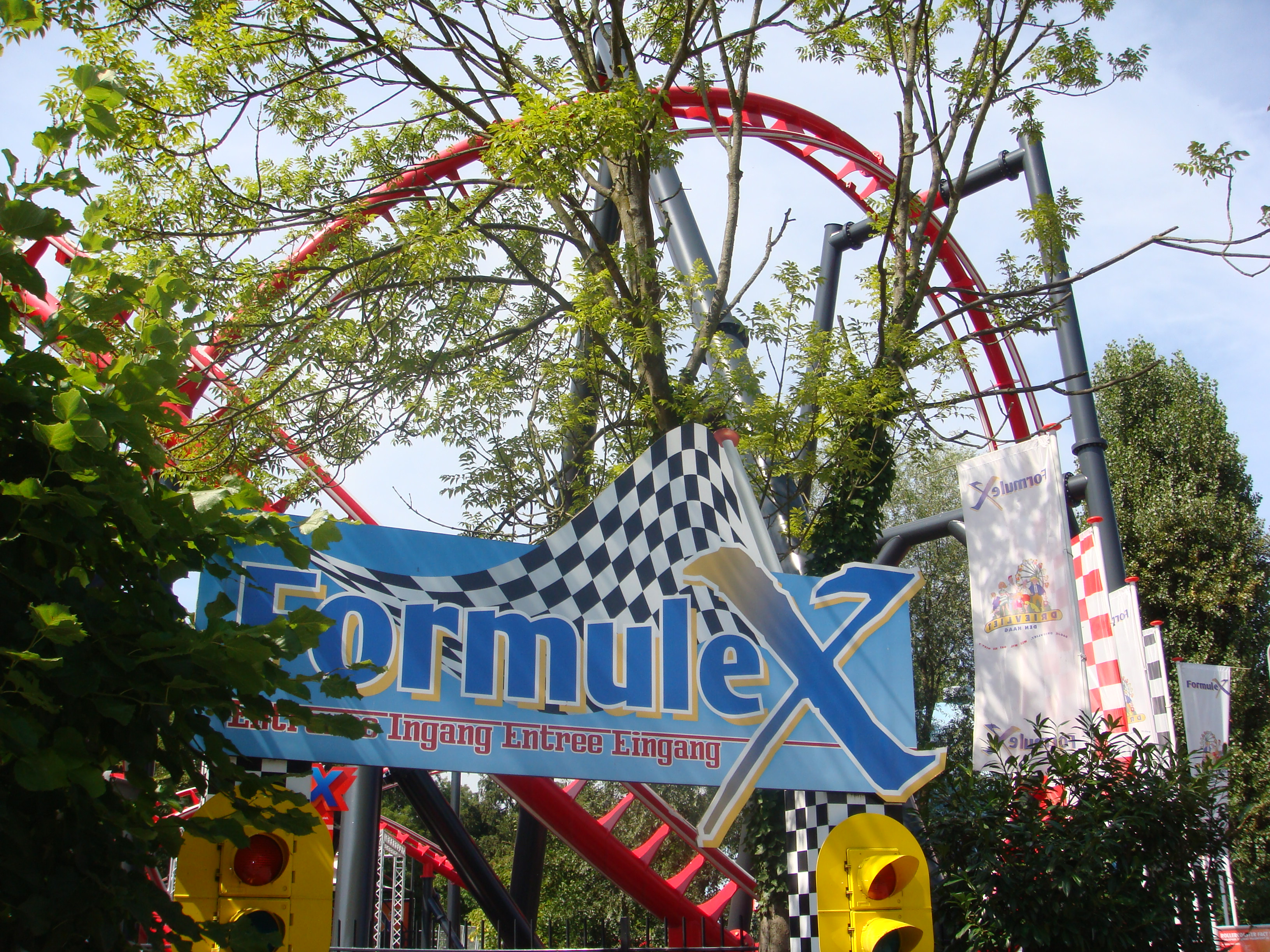
Formule X
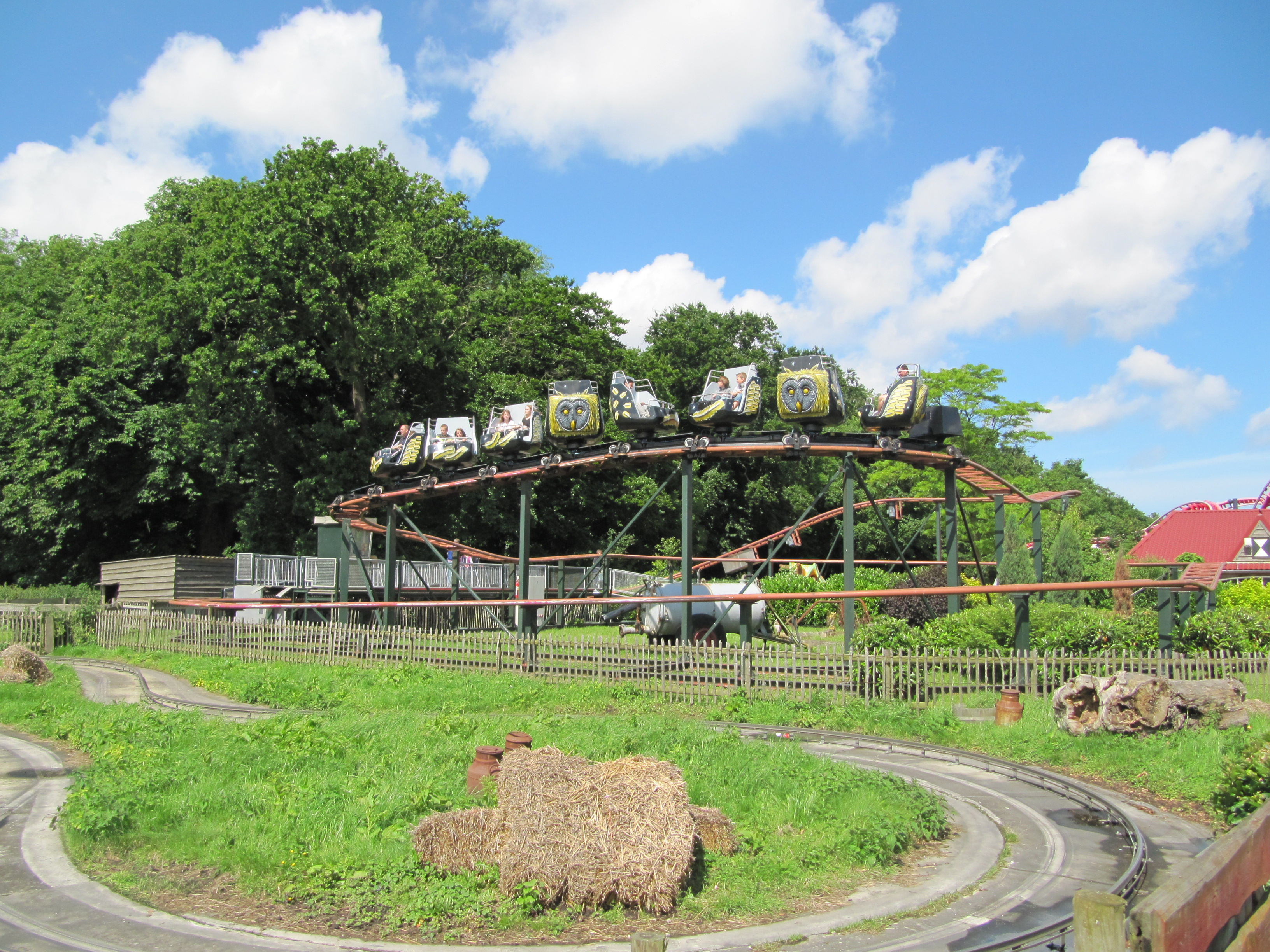
Twistrix

#### Disparues
- Jet Star - Montagnes russes en métal d'Anton Schwarzkopf (1977 à 1995)
- Xtreme - Spinning coaster de Maurer Rides (2004 à 2006)

### Autres attractions
- Chute - Tour de chute (2016)
- De Piraat - Bateau à bascule de Huss Park Attractions (1980)
- Draaikolk - Breakdance (2010)
- Draaimolen - Carrousel (1973)
- El Loco - Petit train dans un décor mexicain
- Goldcurse - Troïka
- Grand Prix - Autos tamponneuses
- Jolly Jumper - Chevaux Galopants
- Jungle River - Bûches de Reverchon Industries (1997)
- Kakel Carousel - Carrousel avec animaux de la ferme
- Kwal - Enterprise de Huss Park Attractions (1998)
- Luchtballonnenrad - Grande roue
- Monorail - Monorail
- Nautilus - Freak Out de KMG (2003)
- Old McDonald's Tractorrit - Promenade en tracteur
- Spookmuseum - Train fantôme
- Superglijbaan of Hooizolder - Toboggans
- Super Water Glijbaan - Toboggans aquatiques
- Theeleut - Tasses de Mack Rides (2006)
- Tijdmachine - Magic bikes de Zamperla (2016)
- Vliegende vissen - Manège avion (2011)
- Zweefmolen - Chaises volantes

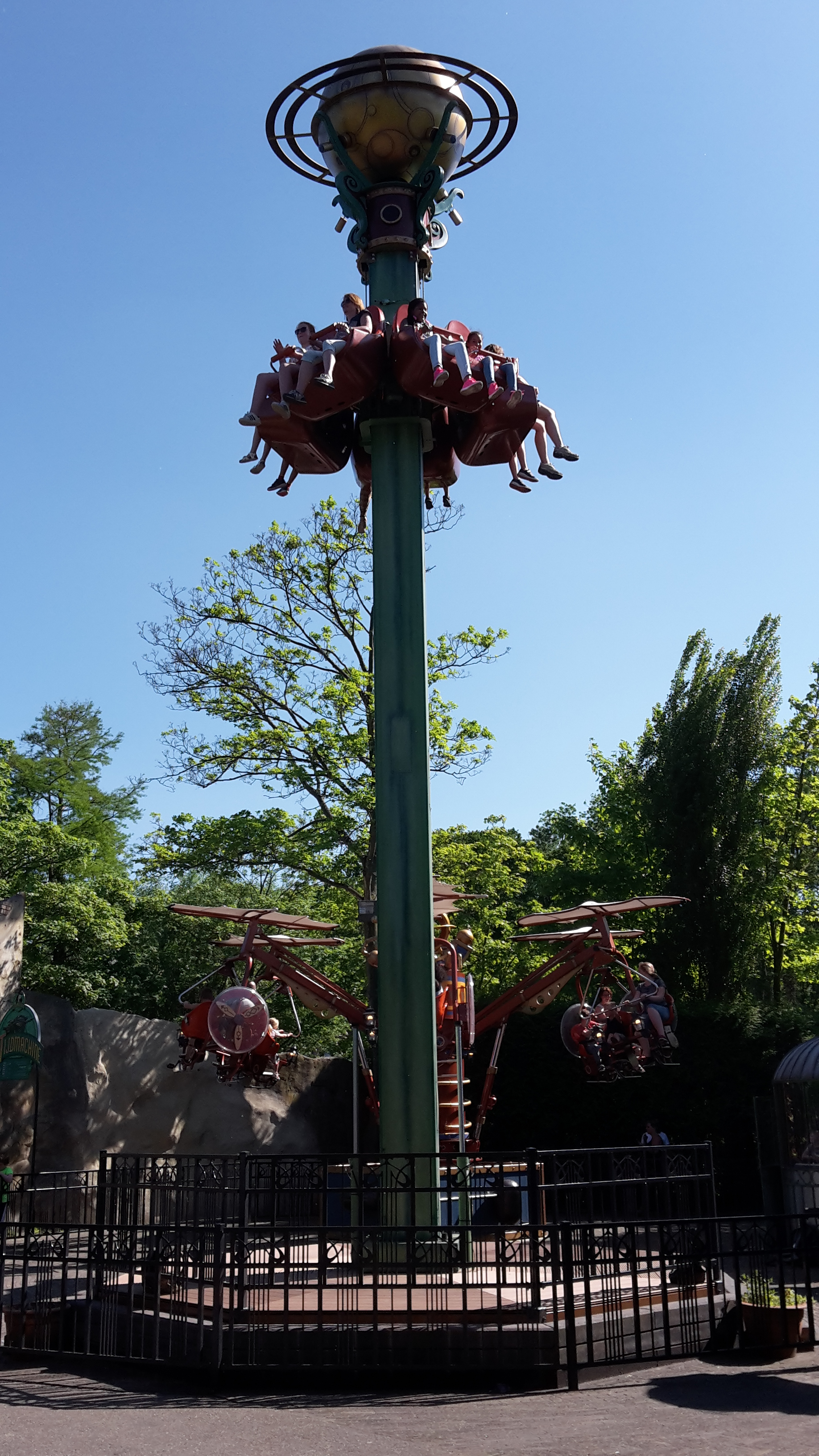
Chute
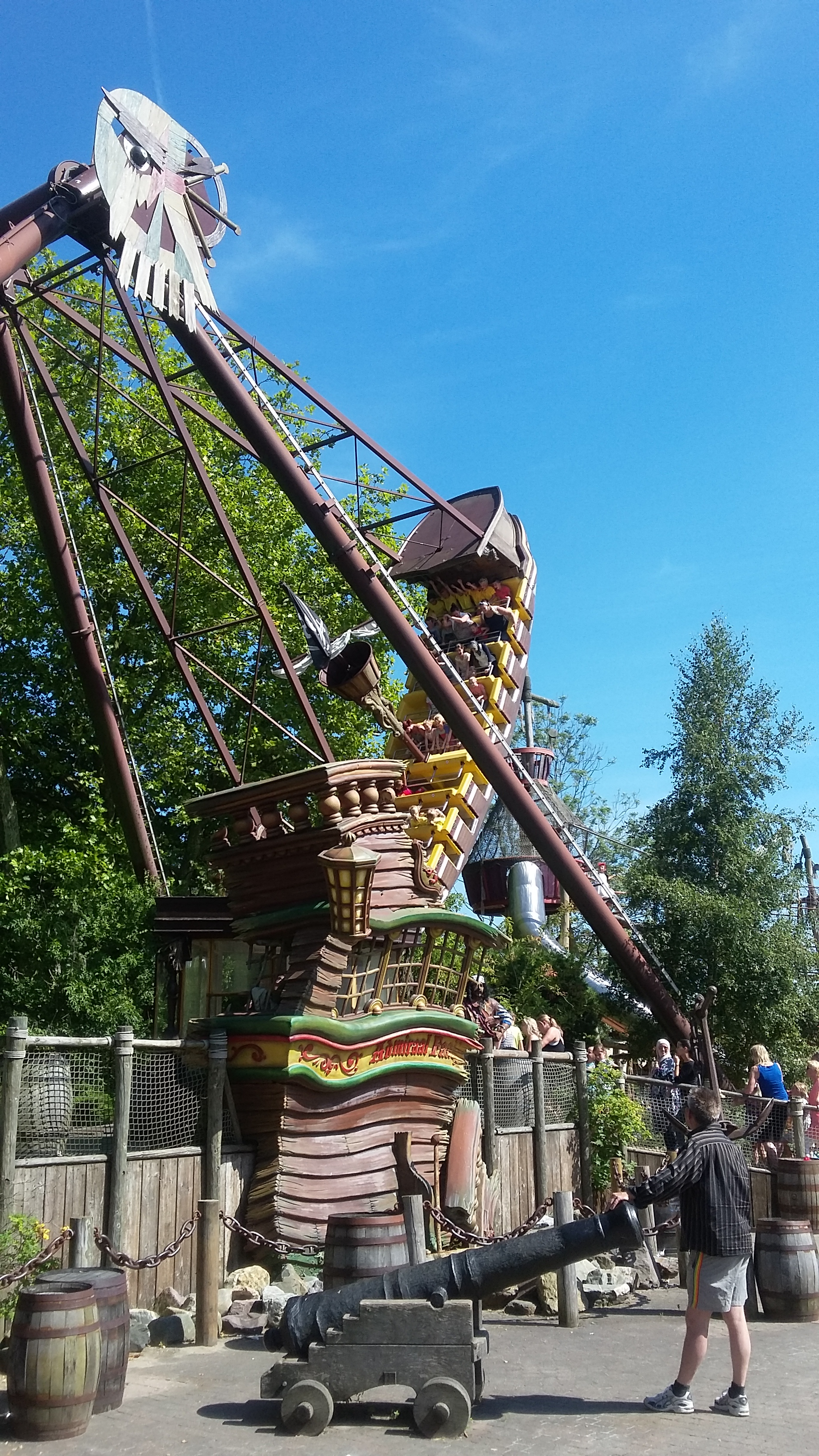
De Piraat
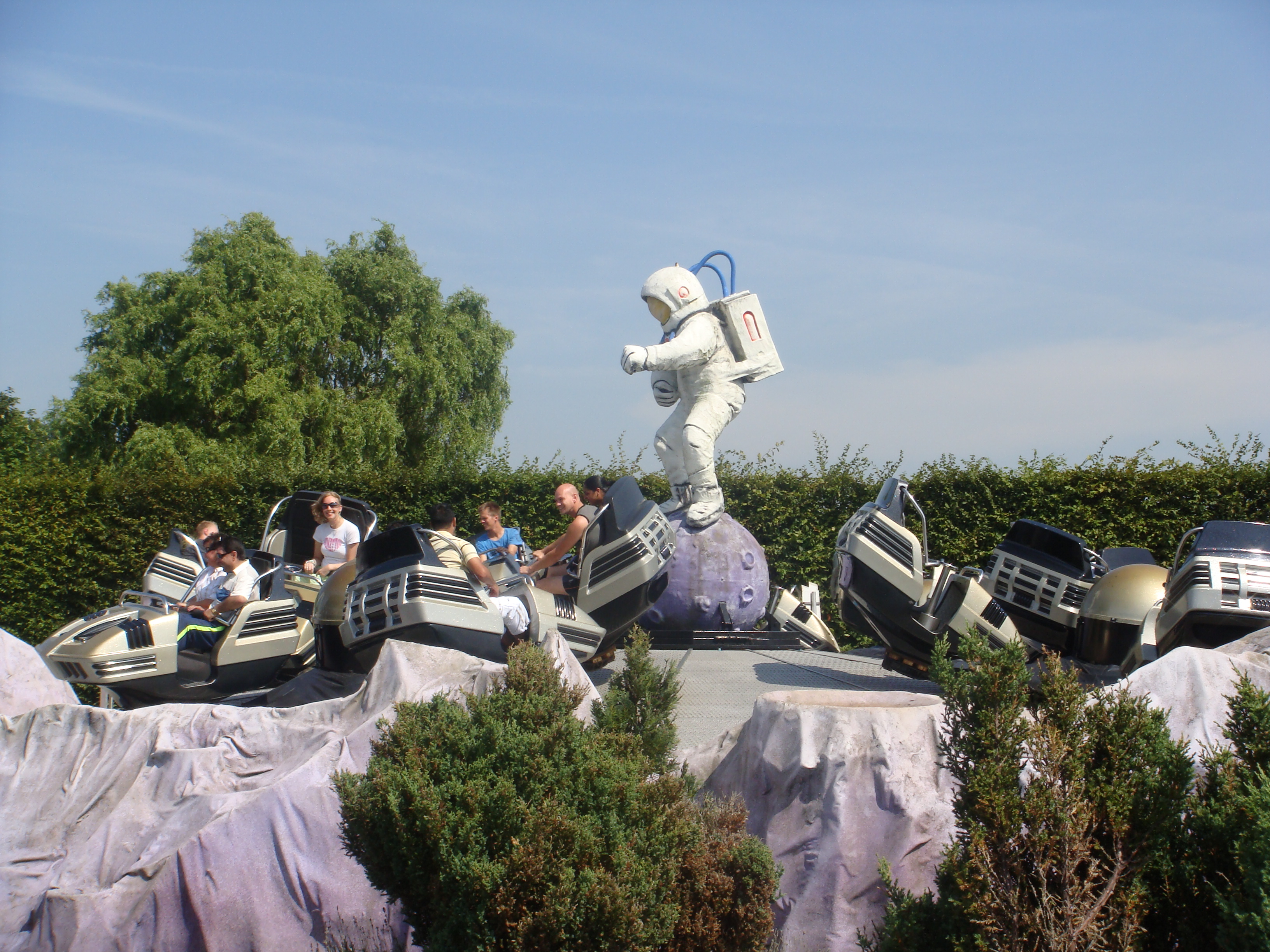
Draaikolk
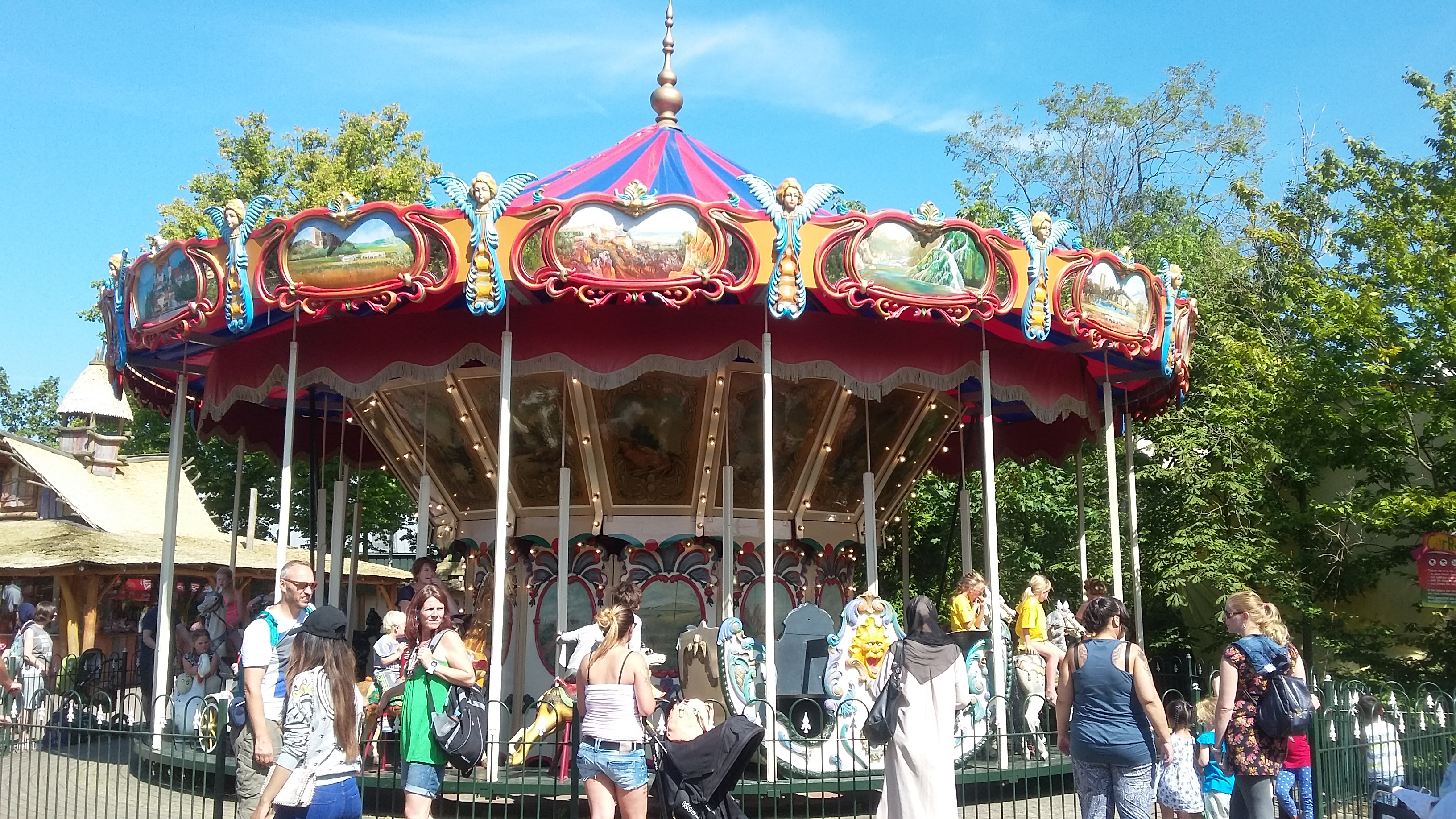
Draaimolen
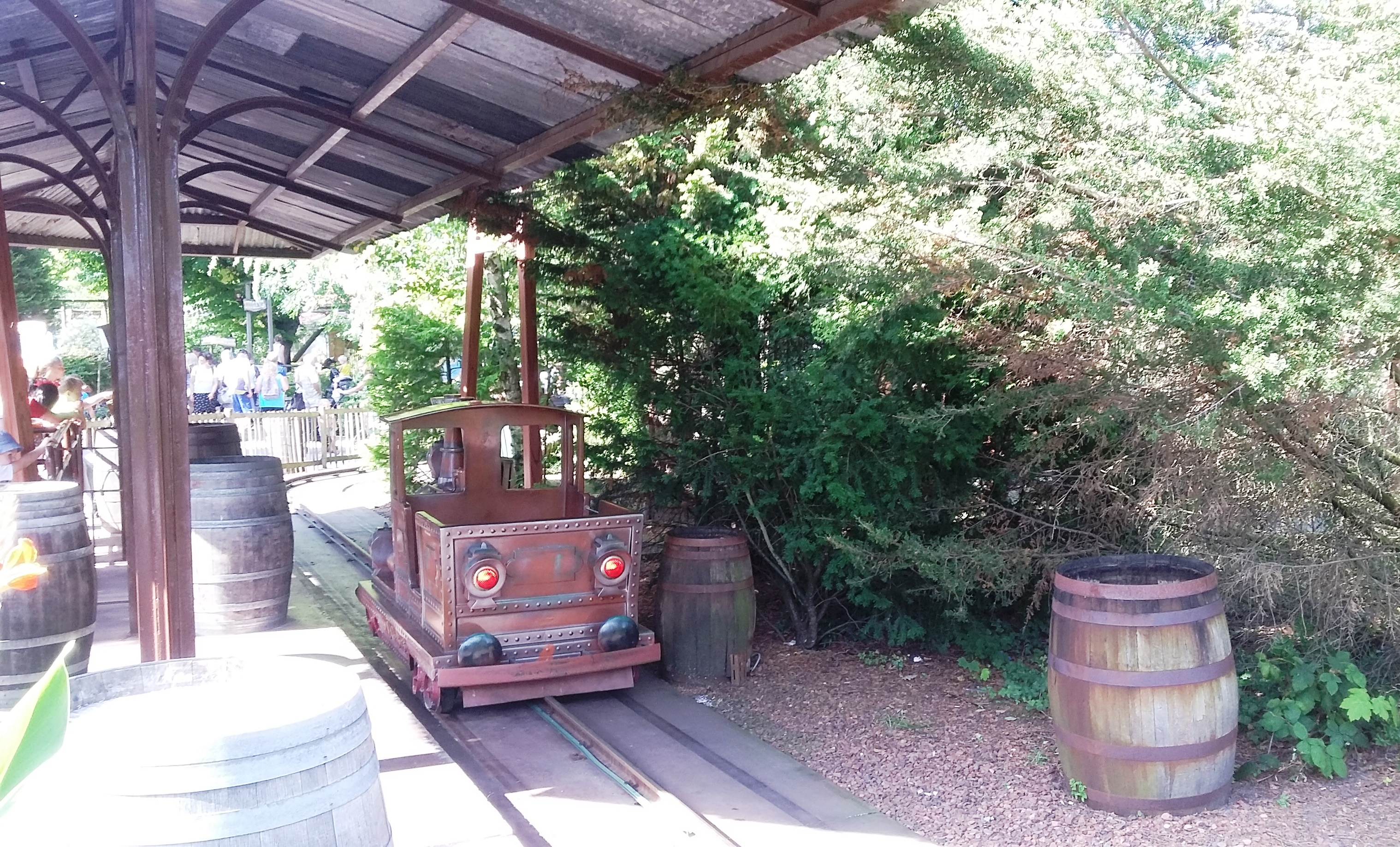
El Loco
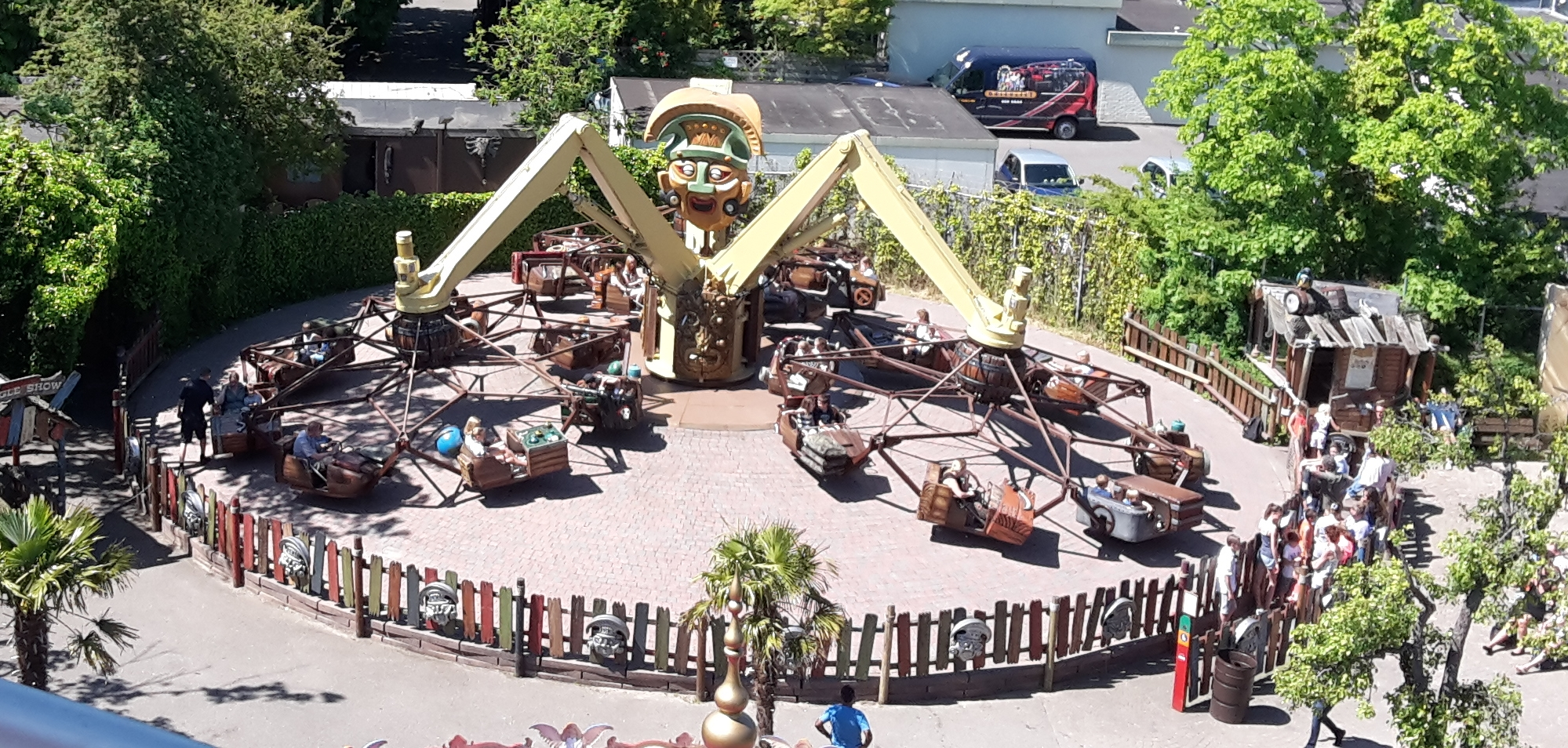
Goldcurse
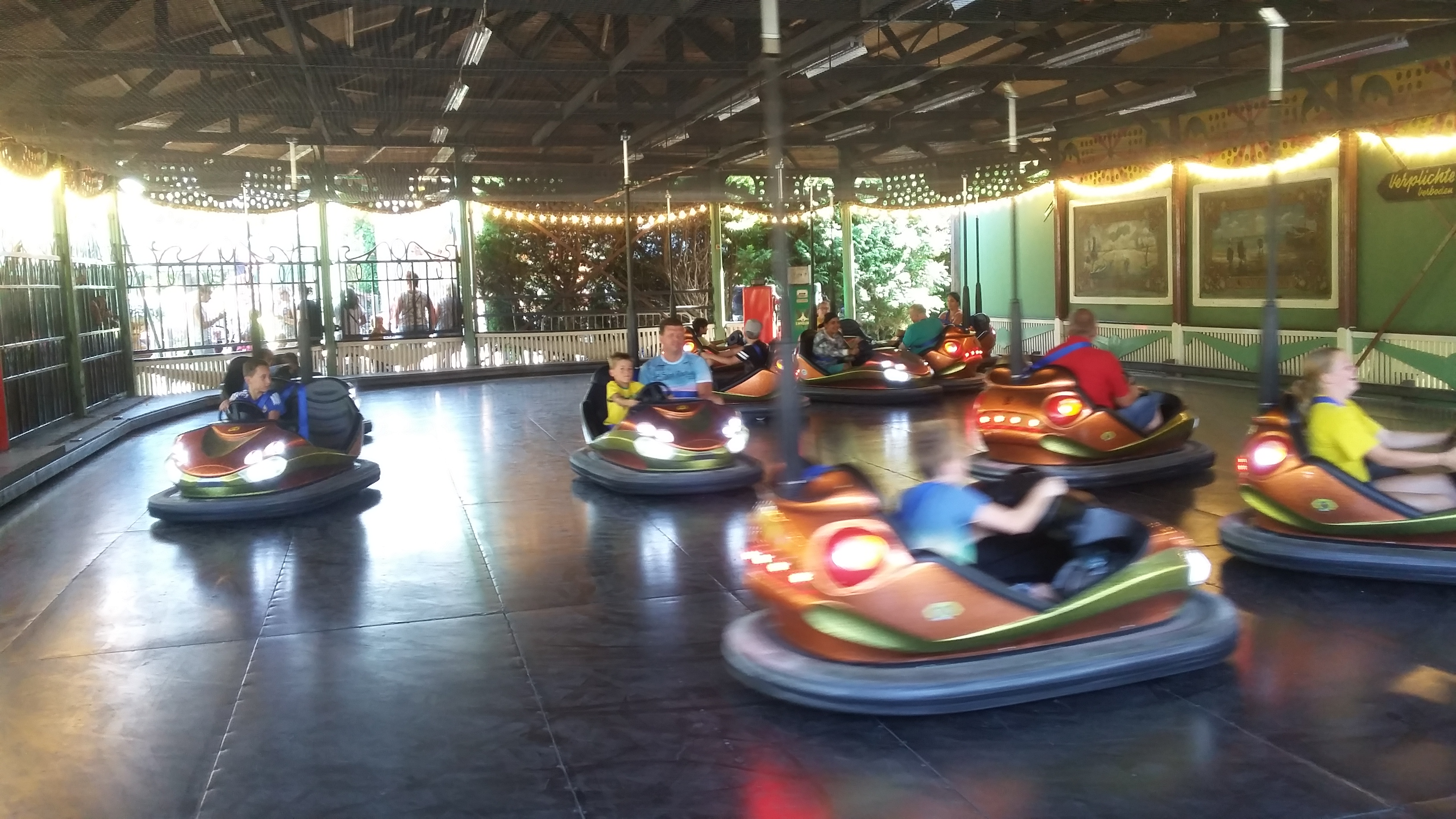
Grand Prix
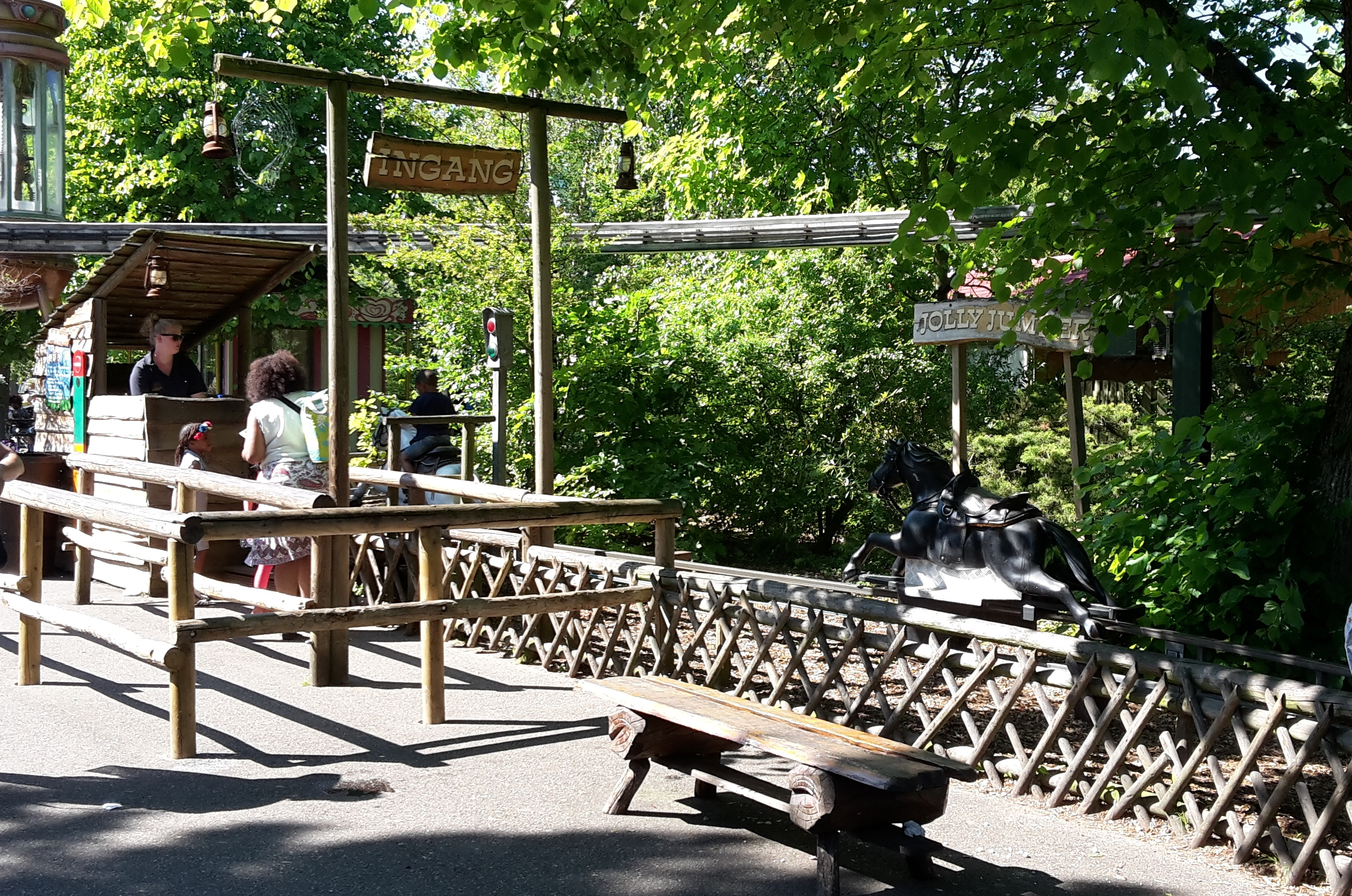
Jolly Jumper
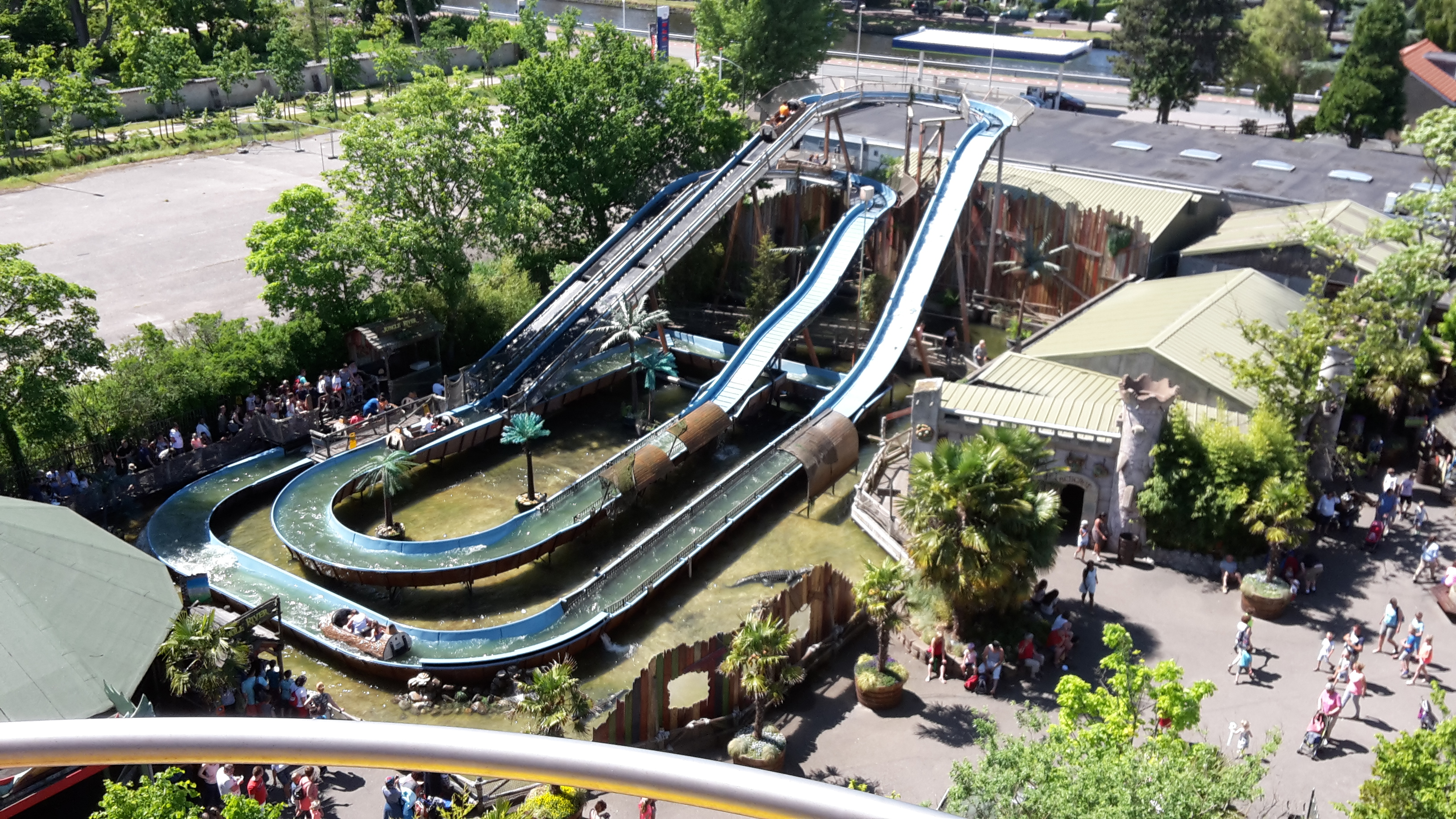
Jungle River
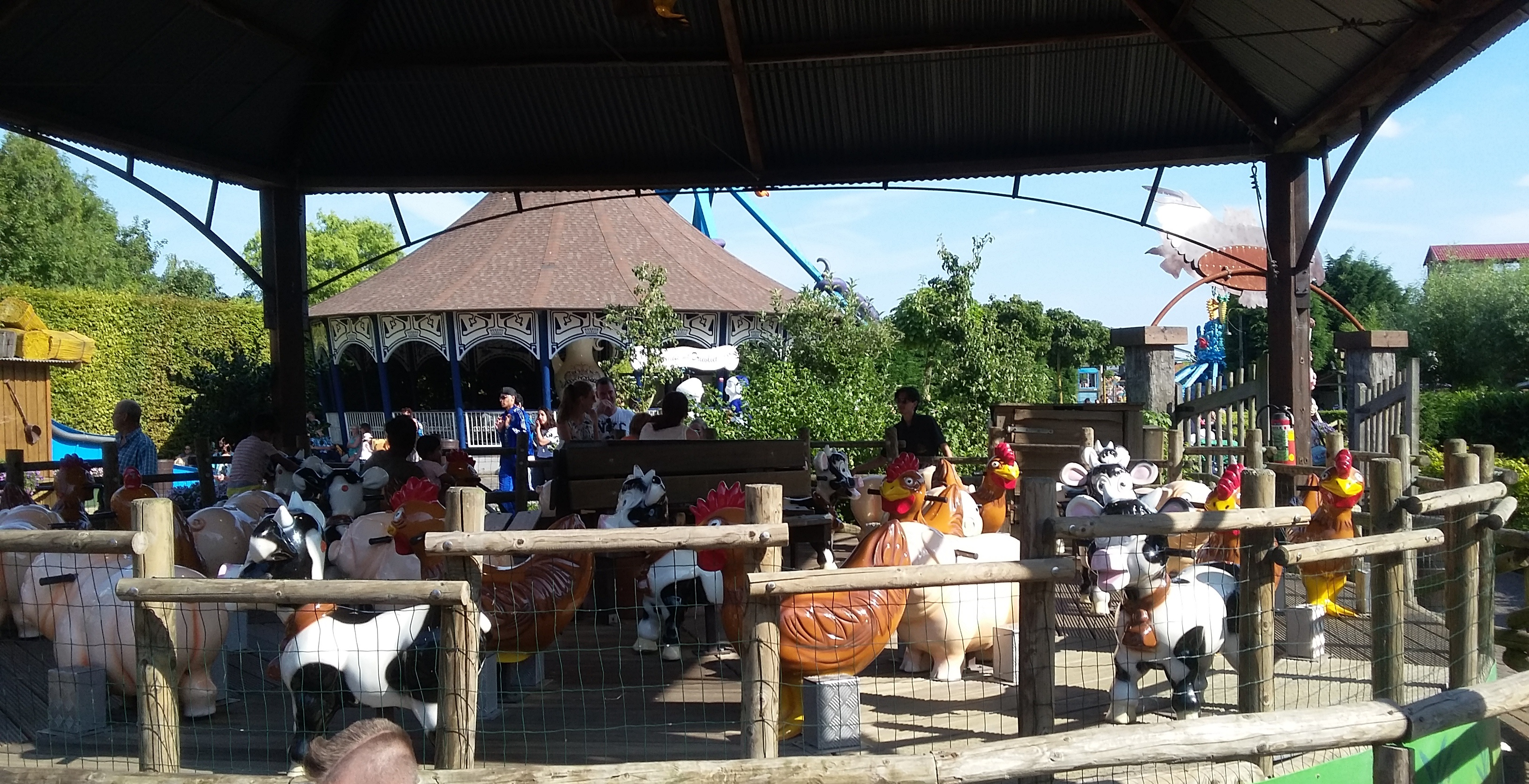
Kakel Carousel
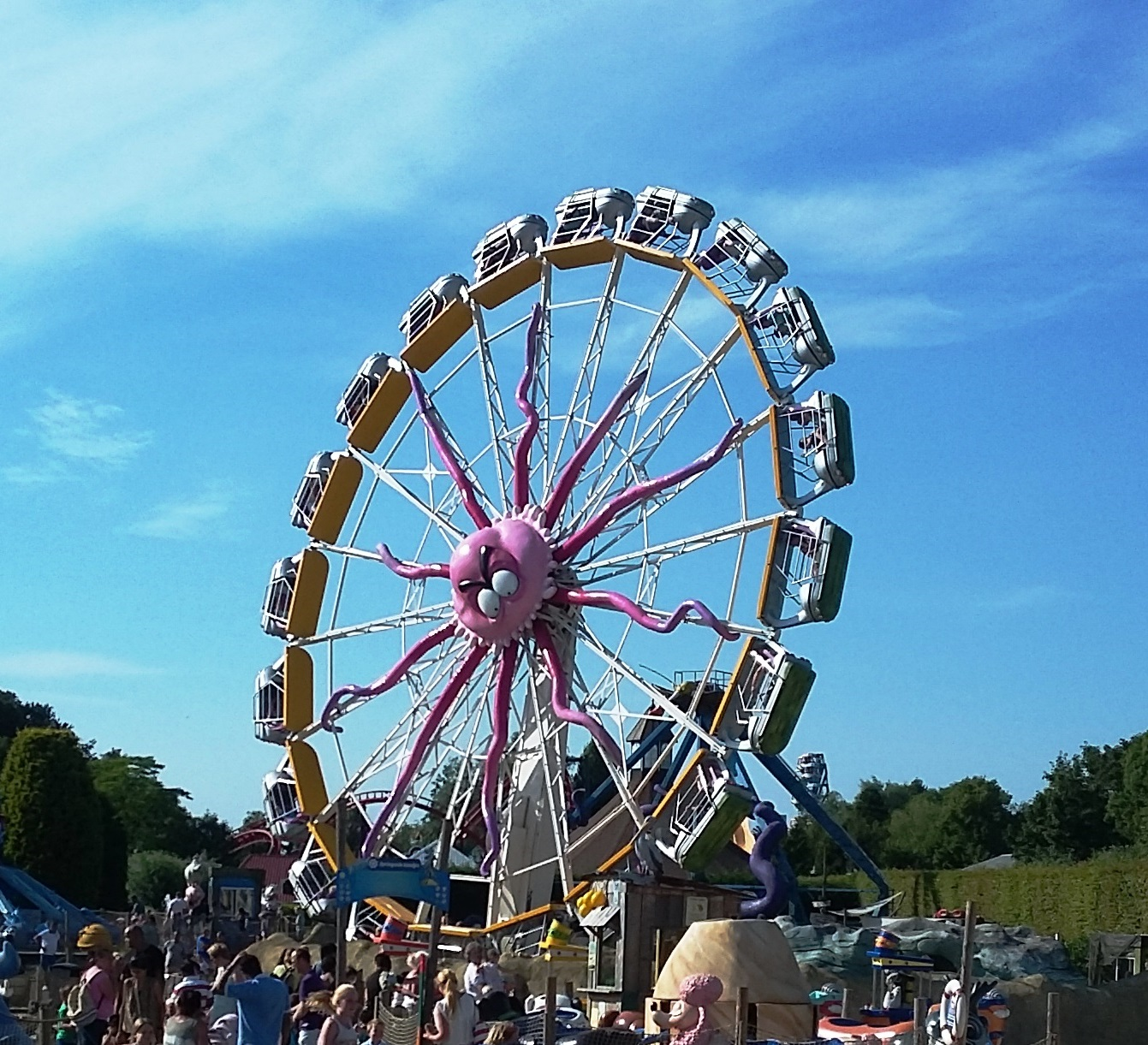
Kwal
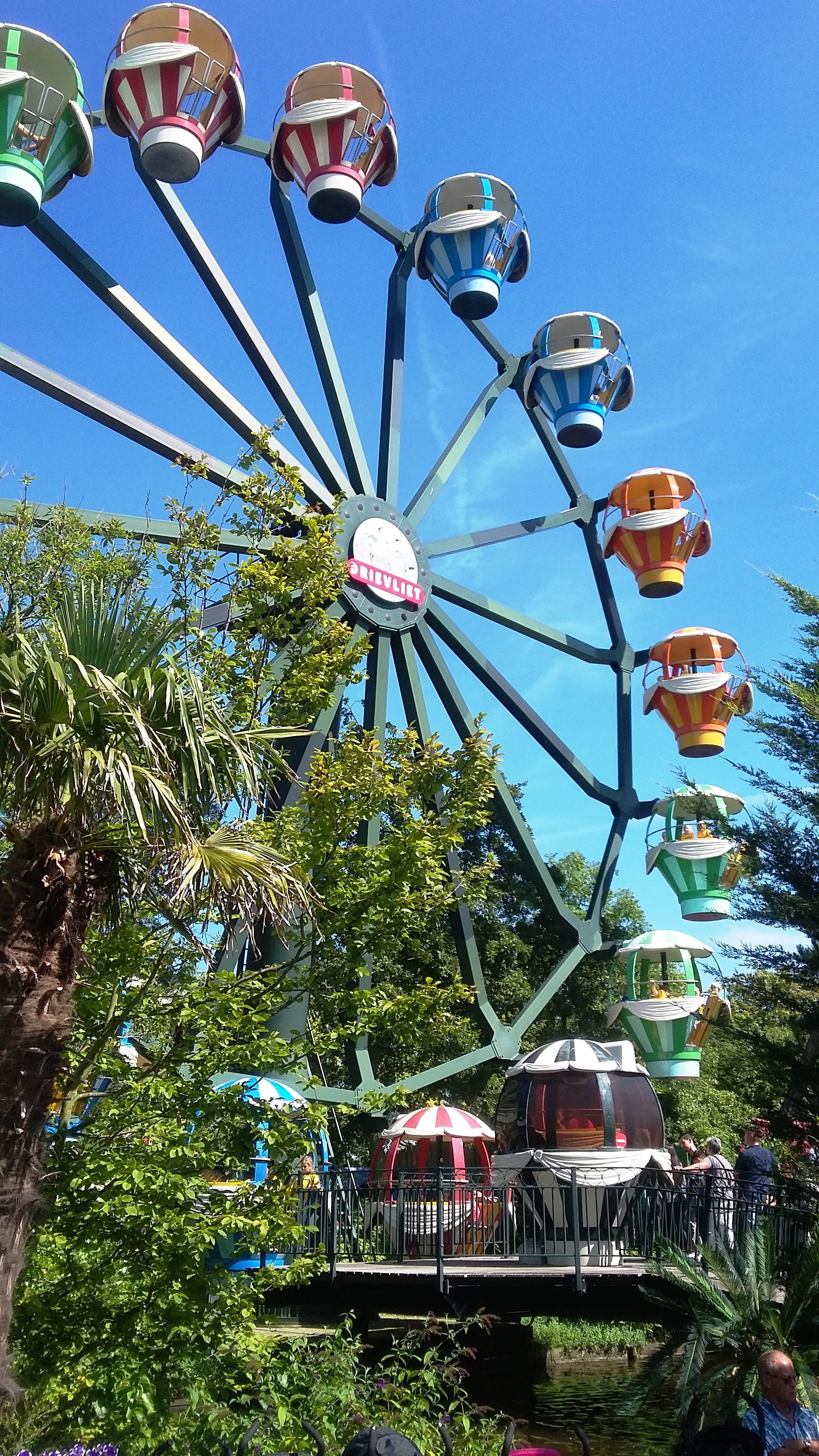
Luchtballonrad
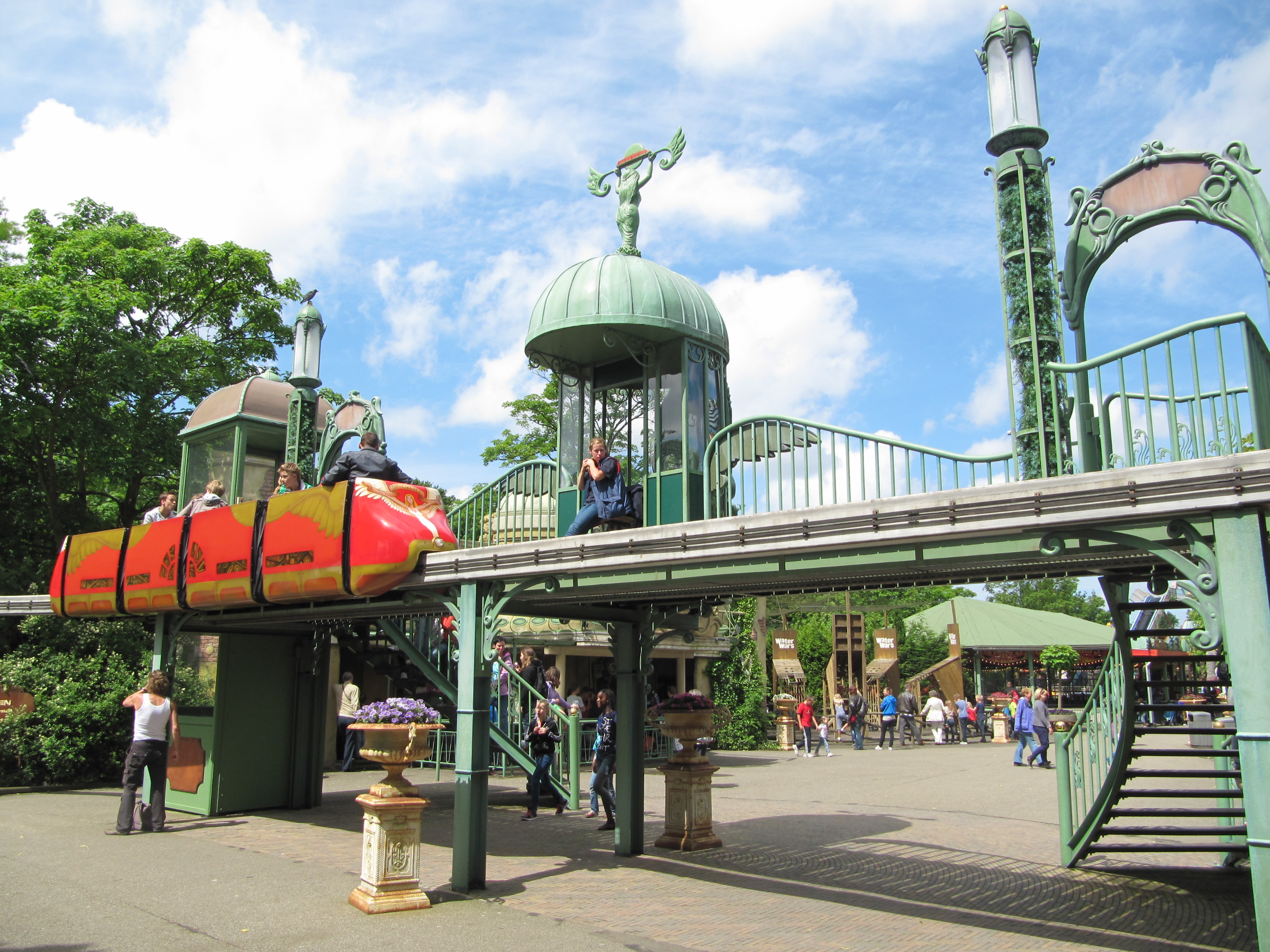
Monorail
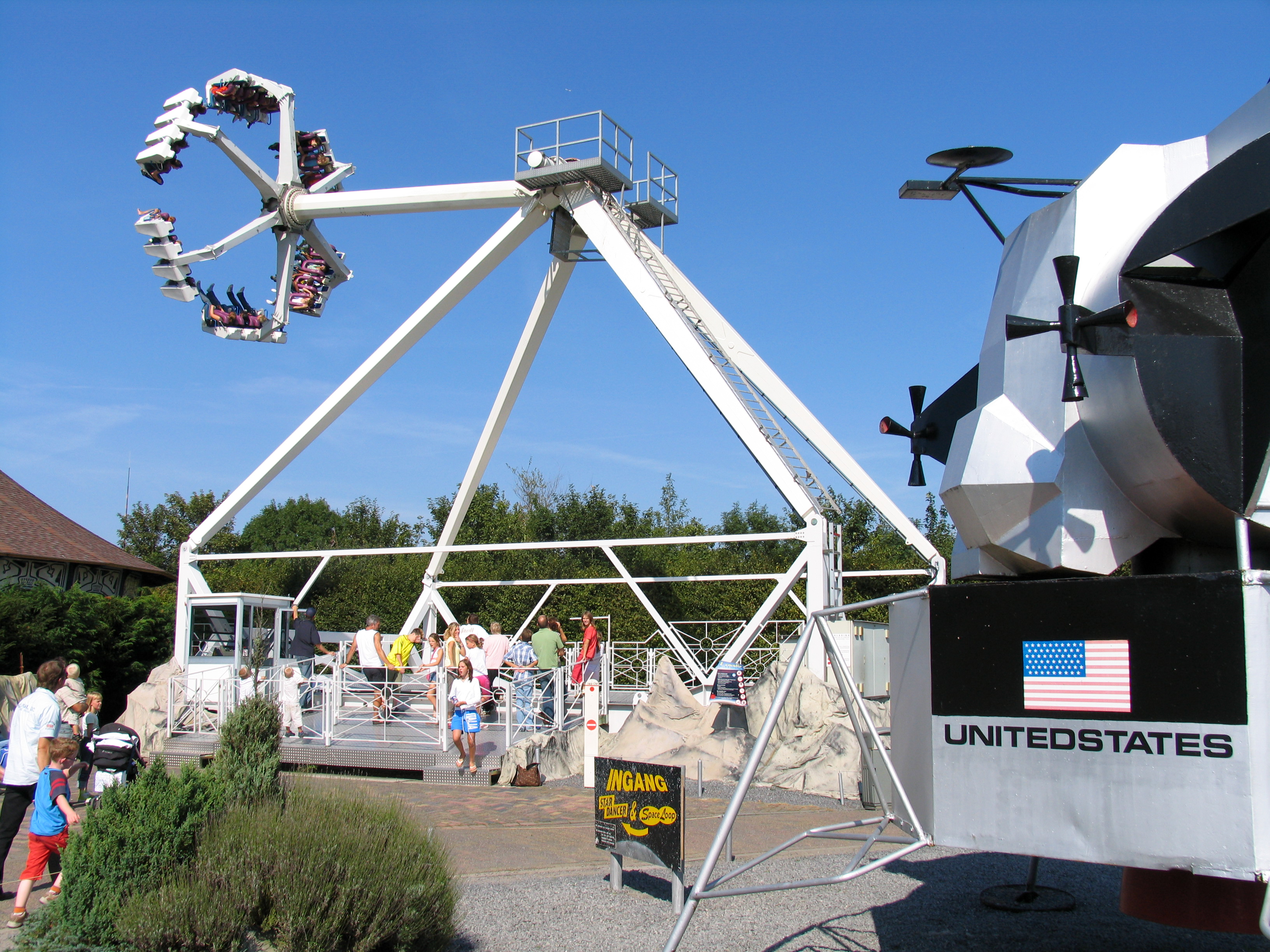
Nautilus
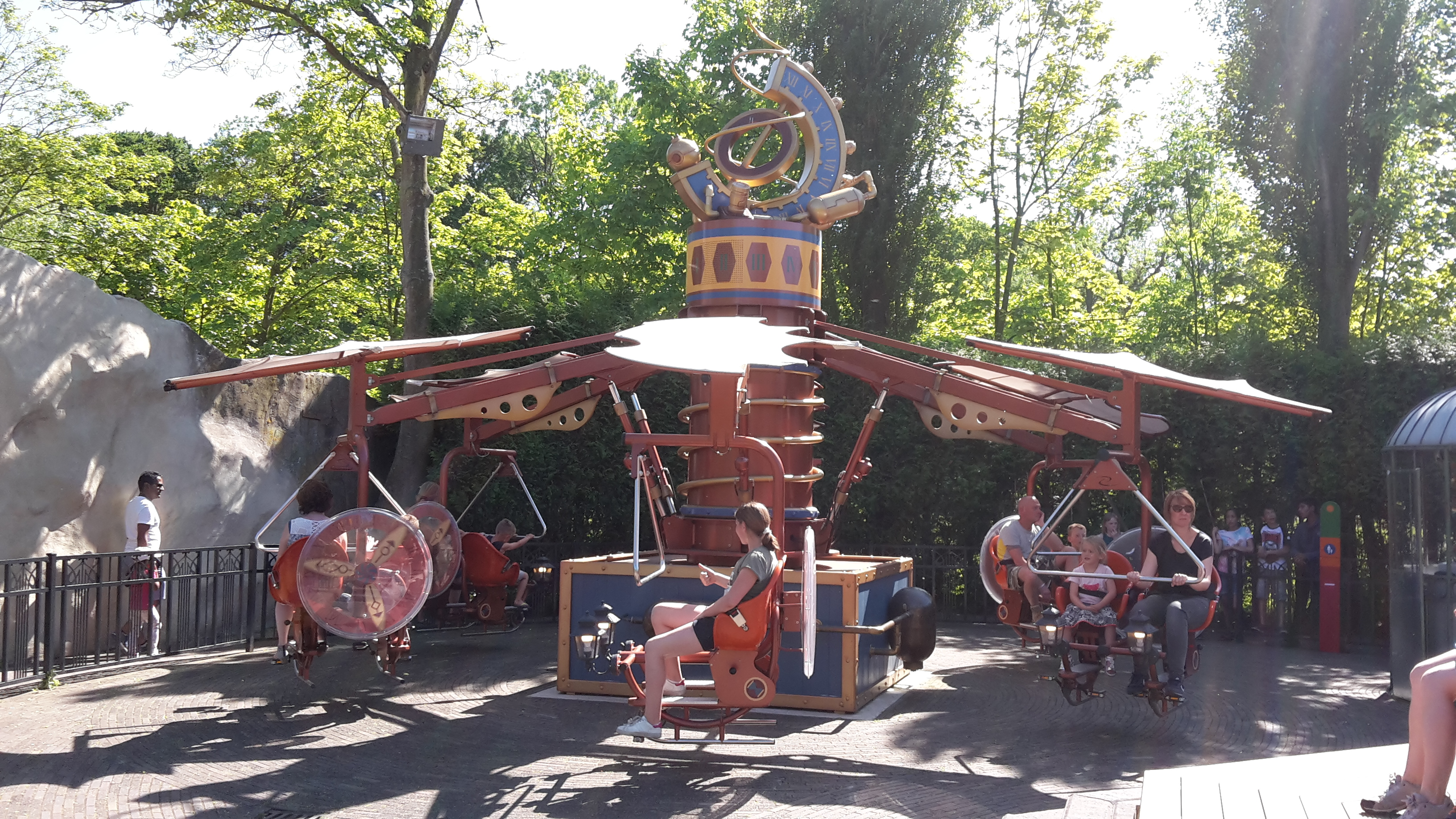
Tijdmachine
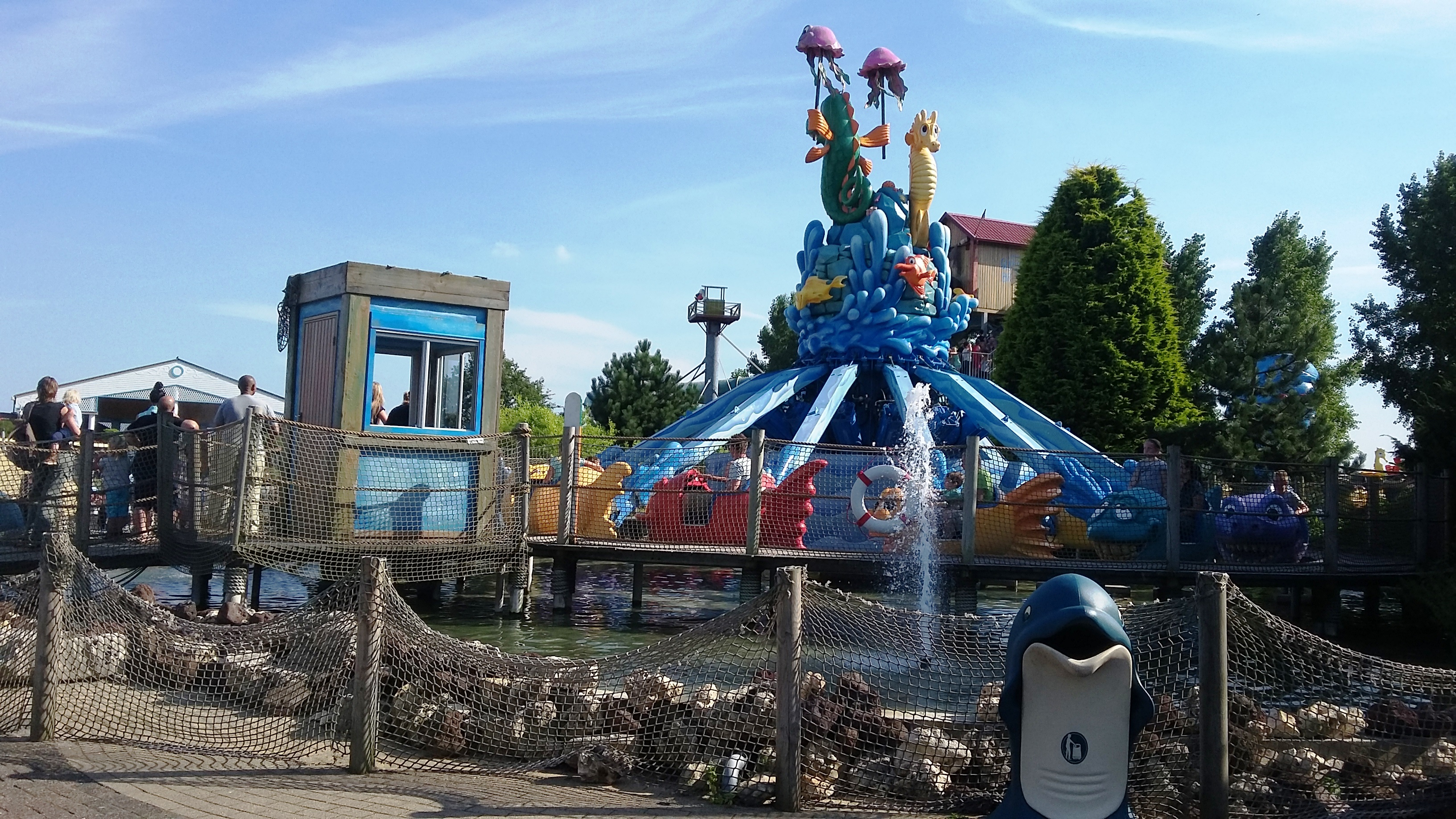
Vliegende vissen